# تطور النجوم

مقارنة بين الأعمار التي تصل إليها نجوم مختلفة الكتلة عند نشأتها. عمر النجوم كبيرة الكتلة يكون أقصر من أعمار نجوم صغيرة أو متوسطة الكتلة. يلاحظ من العمود الأيمن تغير أطياف النجوم.

الشمس هي نجم وهو واحد من أكثر من مائة ألف مليون نجم في مجرتنا. كما يحوي الكون بلايين المجرات، بعضها أصغر من مجرتنا وبعضها أكبر، وكلها تحوي نجوما بأعداد تعد بالبلايين.
تختلف النجوم الناشئة كثيرا من وجهة كتلتها فمعظمها يمتلك كتلة قريبة من كتلة الشمس؛ تلك الأعداد العظيمة من النجوم نجد بينها نجوما صغيرة أصغر من الشمس - ربما بكتلة 1و0 كتلة شمسية - وأخرى عظيمة الكبر تصل كتلتها إلى نحو 200 كتلة شمسية. بالتالي فهي تختلف فيما بينها من وجهة درجة الحرارة ودرجة اللمعان واللون وما يحدث في داخلها من عمليات نووية واندماج للعناصر، وكذلك بمقدار طول عمر كل منها.
نجم مثل شمسنا تتطور في البدء كنجم أبيض ساطعا، نشأت من سحب غازات وغبار كوني، وحاليا بعد 5و4 مليار سنة من نشأتها أصبح لونها أصفر برتقالي، وتنتهي كنجم أحمر باهتا متضخما (عملاق أحمر). ويقدر عمر الشمس الكلي منذ البداية حتى تصل إلى مرحلة العملاق الأحمر ثم تتحول إلى قزم أبيض بنحو 10 مليارات من السنين، فهي حاليا في أواسط عمرها. وكما نرى في الجدول، نجد أن عمر نجم كبير كتلته أكبر 60 مرة من كتلة الشمس مثلا فلا يبلغ عمره الكلي سوى نحو 3 ملايين سنة فقط؛ ذلك لأن حرارة باطنه تكون عالية جدا تصل إلى عدة بلايين درجة كلفن بحيث يستهلك وقوده بسرعة. في التالي نصف معلوماتنا الفلكية عن تطور النجوم على اختلاف أحجامها من بعد تجمع كتلتها المبدئية.

## عمر النجوم

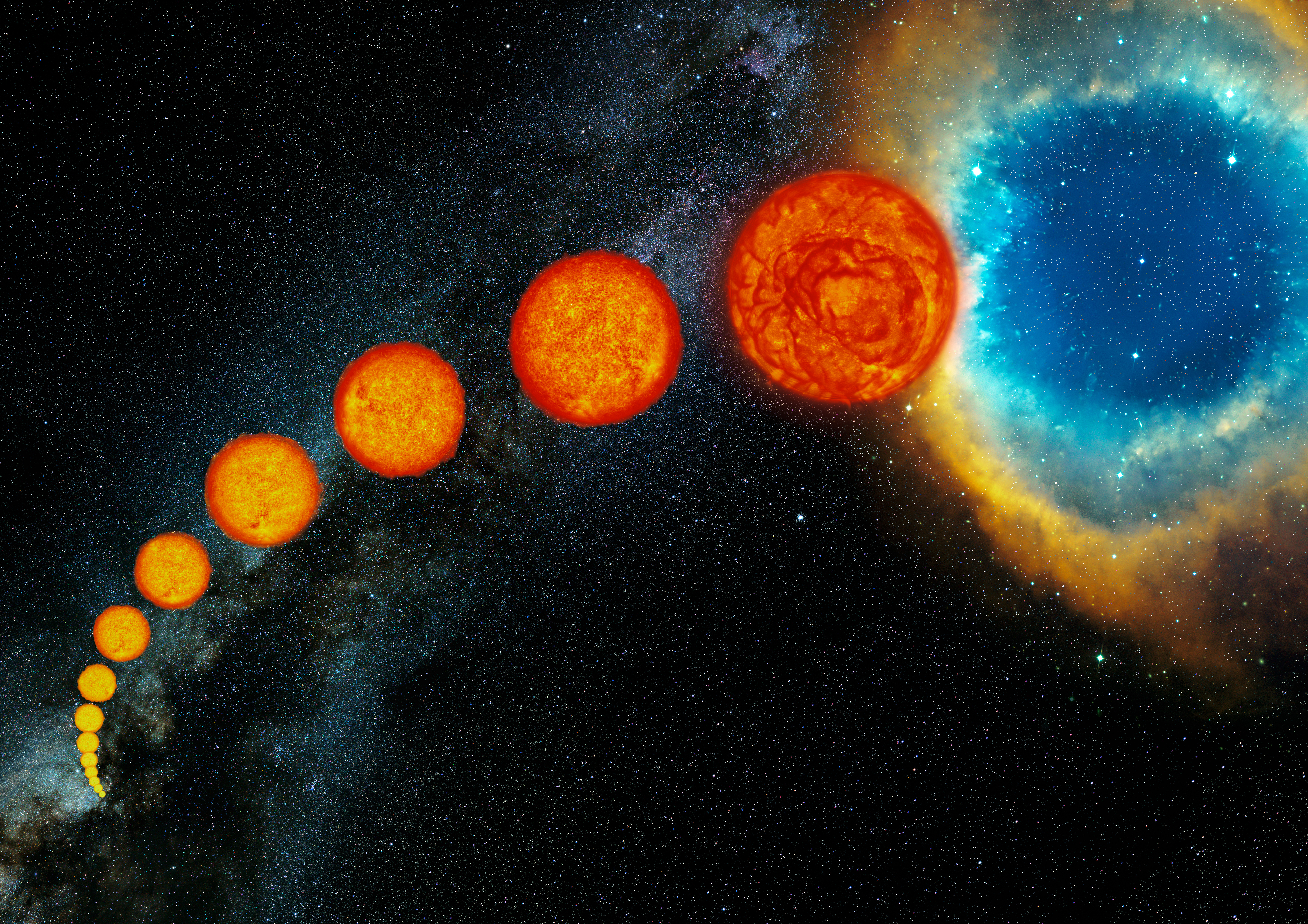
دورة عمر نجم كالشمس، نشأة من سحابة هيدروجينية وبها هيليوم (يسار)، تتكور وتحدث في النجم تفاعلات اندماجية تضيء، ويتمدد النجم حتى يصبح عملاقا أحمرا الذي ينفجر كمستعر أعظم يتبعثر الغلاف في الفضاء ويبقى قلب النجم في هيئة قزم أبيض (في وسط السحابة الزرقاء).

يتكون النجم عندما تأخذ كمية من الغازات غالباً تكون من الهيدروجين بالتجمع والانكماش تحت تأثير قوة الجاذبية؛ ومع هذا التقلص يزداد تصادم الغازات فيما بينها بسرعات كبيرة. ويسخن الغاز حتى يصبح حاراً جداً إلى درجة أن تندمج ذرات الهيدروجين عند تصادمها لتكونّ الهيليوم؛ هذا الاندماج النووي هو أساس صناعة القنبلة الهيدروجينية التي تطلق طاقة هائلة من اندماج الهيدروجين. الاندماج النووي يجعل النجم مشعاً وهذه الحرارة تزيد من ضغط الغازات (البلازما) فيصبح كافياً ليوازن قوة التجاذب الثقالي ويحتفظ النجم بحجمه - هذا هو ما يحدث في الشمس. ويبقى النجم مستقراً لفترة طويلة حيث يتعادل ضغط الإشعاع الناشئ من الاندماج والتفاعلات النووية مع قوة التجاذب الثقالي (أي أنه يكون في حالة توازن بين ضغط الإشعاع وقوة الجاذبية فتوقفه عن الانكماش.
ولكن في النهاية ينضب الهيدروجين من النجم، فكلما كانت كمية الوقود كبيرةً عند ولادة النجم كان نضوبه أسرع لأنه كلما كانت كتلة النجم كبيره نجد أن حرارته تكون عالية حيث يعمل ضغطه الداخلي على مقاومة تجاذبه الثاقلي - الذي يريد جمع كل مادة النجم في نقطة واحدة - وكلما كانت حرارته عالية كان أسرع استهلاكا للوقود.
ولأن شمسنا من النجوم المتوسطة فإنه على الأقل يوجد بها وقود يكفي إلى نحو خمسة آلاف مليون سنة قادمة فقط.
فإذا أخذنا عمر شمسنا كمثال، فهي تمر منذ نشأتها قبل نحو 5و4 مليار سنة بمرحلة يندمج خلالها الهيدروجين (البروتونات والديوترونات) إلى الهيليوم، ويستمر ذلك حتى يقرب اندماج الهيدروجين على الانتهاء، حينئذ تنكمش طفيفا فتعلو درجة حرارتها فيبدأ اندماج الهيليوم. يحتاج اندماج الهيليوم إلى درجة حرارة في قلب النجم أعلى من درجة حرارة اندماج الهيدروجين (12 - 14 مليون كلفن).
وعنما يقترب اندماج الهيليوم على الانتهاء تبدأ عملية احتراق الكربون (أي اندماج الكربون) عند درجة حرارة أعلى، ثم عملية احتراق الأكسجين، ثم عملية احتراق السيليكون بالتتابع - حتى يتخلق الحديد.
يكون قلب الشمس قد وصلت حرارته إلى نحو 2 مليار كلفن. ولا يستطيع الحديد بسبب خصائصه الفيزيائية على إمداد الشمس أو النجم بالطاقة لأنه يحتاج طاقة أكبر لاندماجه عن الطاقة التي يعطيها، فتكون الشمس أو النجم وقد وصل عمرها نحو 9 مليارات سنة منذ نشأتها قد أصبحت عملاقا أحمرا. تفاعلات الحديد في قلب النجم لا تقوى على إمداد النجم بالطاقة وبالتالي يبدأ قلب النجم في الانكماش تحت القوة الثقالية ويزداد الانكماش حتى يحدث انفجار هائل (مستعر أعظم) تطرد فيه الشمس طبقاتها الخارجية وتبعثرها في الفضاء، أما القلب الشديد الكثافة فيتحول إلى قزم أبيض وتزداد كثافته.
يحدث للقزم الأبيض ما يسمى ضغط المادة المتحللة.

## حد شاندراسيخار
حسب شاندراسيحار الفيزيائي الهندي يمكن أن يكون حجم النجم ضخم ويستطيع مقاومة جاذبيته الذاتية بعد أن يكون قد استهلك كامل وقوده. فعندما يكون النجم صغيراً تقترب جسيمات المادة من بعضها البعض كثيراً فيه، ووفقاً لمبدأ استبعاد باولي فإن ظاهرة الاستبعاد التي تحدث للجسيمات في النجم تجعل سرعات الجسيمات متفاوتة جداً وهذا يجعلها تتنافر وينشأ ضغطا في النجم يعمل على موازنة قوة الثقالة _ بالتالي يستقر النجم على حجم ثابت، وهكذا تتعادل قوى الضغط الداخلية للنجم مع قوة الثقالة فيه: في البدء كانت قوة الضغط الإشعاعي هي التي تعادل قوة الثقالة، وفي آواخر عمره يساعدها ضغط تحلل المادة.
قام شاندراسيخار بحساب نظري لحد التنافر الذي يقدمه مبدأ الاستبعاد. وجاءت نتيجة حسابات شاندراسيخار بأن الحد أن تكون كتلة النجم 4و1 كتلة شمسية على الأقل. ثبت ذلك عند طريق رصد النجوم وتحققت نظرية شاندراسيخار، وحاز على جائزة نوبل للفيزياء في عام 1985 عن هذا العمل النظري العظيم. أصبحت نظرية شاندراسيخار من الأساسيات في فهمنا لتطور النجوم:
1-إذا كانت كتلة النجم دون حدود (تشاندرا سيخار) قد يتوقف في النهاية عن التقلص ليستقر على شكل (قزم أبيض) ويكون ذا كثافة عالية مئات الأطنان في الإنش الواحد ونشاهد عددا كبيرا من هذه النجوم البيضاء وكان أحد أول ما اكتشف نجم يدور حول الشعرى أسطع نجم في السماء.
2- عندما تكون كتلة النجم ضعف كتلة شمسنا ولكن أصغر بكثير من القزم الأبيض وتحقق هذه النجوم مبدأ تنافر الاستبعاد بين النيترونات والبروتونات أكثر منه بين الإلكترونات ولذلك سميت نجوم نيوترونية قد لا يتعدى نصف قطرها عشرة أميال أو نحوه مع كثافة عالية تعد بمئات الملايين من الأطنان في الإنش الواحد ويتم التنبؤ بوجودها ولم يتمكن من مشاهدتها ولم تكتشف إلا بعد فترة طويلة.
ولكن النجوم التي تتجاوز كتلتها حدود (تشاندرا سيخار) تواجه مشكلة كبيرة عند نفاذ وقودها قد تنفجر أو تقذف بعض المادة لتخفيف كتلتها إلى ما دون الحدود كي تتفادى الانسحاق بالجاذبية. كانت النتيجة مذهلة حيث أن النجم يتحول إلى نقطة حتى آينشتاين كتب مقالا أعلن فيه إنه لا يمكن للنجوم أن تتقلص إلى الصفر وأهملت هذه الفكرة إلى ما بعد الحرب العالمية الثانية.
يمر النجم أثناء دورة حياته بأربع مراحل هي مرحلة النجم الأولي، ومرحلة البلوغ، ومرحلة العملاق الأحمر، ومرحلة الموت. وتتشابه جميع النجوم في المراحل الثلاث الأولى في حين تعتمد نتائج المرحلة الرابعة على حجم النجم.

## مولد نجم

### النجم النشأ
يبدأ تطور النجوم بانكماش سحابة جزيئية عظيمة الضخامة تحت قوى الجاذبية. تلك السحابة قد تصل مقاييسها نحو 100 سنة ضوئية وتحتوي على كتلة من الجزيئات (أهمها الهيدروجين بنسبة نحو 75 % وهيليوم نحو 23 % والباقي غبار كوني مكون عناصر ثقيلة) تكفي لنحو 6 مليون كتلة شمسية. وعندما تنكمش تلك السحابة الجزيئية فهي تنقسم إلى عدة أجزاء تتكور كل منها تحت تأثير قوة الثقالة، انكماش الغاز يحرر طاقة الوضع الثقالية وتتحول تلك الطاقة إلى طاقة حرارية. فترتفع درجة حرارة الكرة الغازية المتكونة كما يرتفع الضغط فيها، وتبدأ في الدوران حول نفسها وتصبح كرة غازية دوارة، وهذا هو النجم النشأ protostar. وهكذا نشأت شمسنا قبل نحو 5و4 مليار سنة.
ويستمر النجم المتكون في الانكماش ويكون قد اتخذ شكله الكروي، وهو يحتوي على الغاز والغبار الذي حصل عليهما من السحابة الجزيئية، ويحدد حجمه كتلة الغاز والغبار التي تجمعت فيه وكونته. تقاس كتلة نجم في العادة بالمقارنة بكتلة الشمس: فالشمس مثلا تمثل 1 كتلة شمسية، وتوجد في الكون نجوما أصغر من الشمس ونجوما أكبر منها كثيرا.
يكون النجم النشأ غارقا في الغبار ولكن يمكن رؤياه في نطاق الأشعة تحت الحمراء. ومع الوقت يزيح الريح النجمي الناتج عن الإشعاع ذلك الغبار بعيدا عنه فيبدو النجم أبيضا متألقا. وقد تمكن مرصد وايز للأشعة تحت الحمراء WISE من اكتشاف العديد من المجرات التي تتكون فيها نجوم جديدة.

### الاقزام البنية والأجرام الأصغر من الشمس

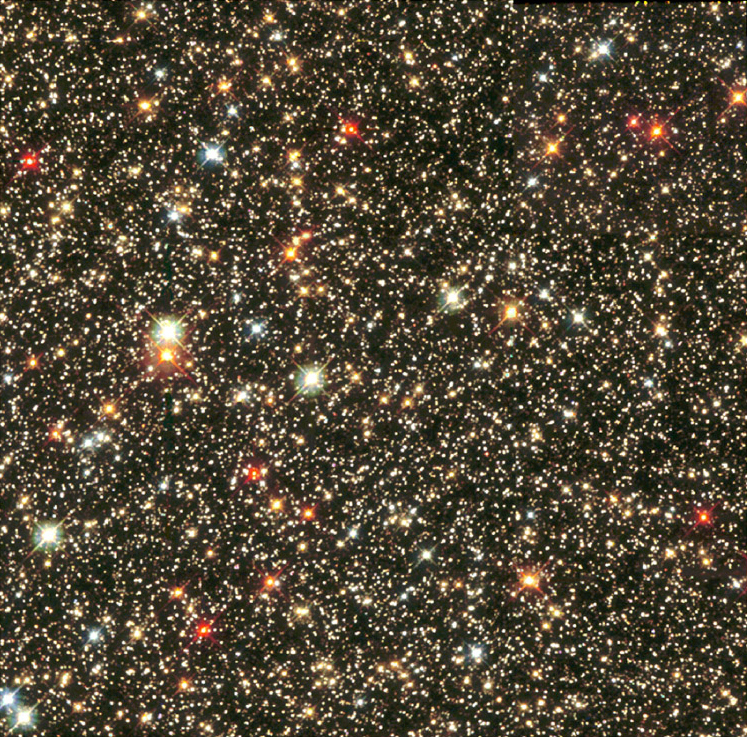
حقل نجوم كثيف في كوكبة الرامي Sagittarius

النجوم الناشئة المحتوية على نحو 08و0 كتلة شمسية لا تصل درجة حرارتها إلى درجة عالية بحيث يبدأ اندماج الهيدروجين فيها. فهي لا تصبح نجوما ولكنها تعرف بالأقزام البنية. ويعرف الاتحاد الفلكي الدولي الأقزام البنية بأنها نجوم صغيرة تحوي على كتلة تكفي لاندماج الديوتيريوم (الهيدروجين الثقيل) خلال فترة في عمرها (ذات 13 كتلة مشتري، أي ما يعادل 2.5 × 1028 kg, أو ما يعادل 0.0125 كتلة شمسية)، فهم يعتبرون أقزاما بنية (ولكن لو كان أحدهم يدور حول نجم فهو يعتبر في تلك الحالة كوكبا). كلا الأقزام البنية سواء كان يحرق الديوتيريوم أم لا فإن كل منهما يكون باهتا الضوء ويبردان ويموتان عبر عدة مئات من السنين.

### اندماج الهيدروجين
بالنسبة إلى نجم نشأ متوسط الكتلة كالشمس تصل درجة حرارته الباطنية إلى نحو 10 مليون كلفن، وعندها يبدأ تفاعل بروتون-بروتون مما يسمح باندماج الهيدروجين؛ أولا ينتج منه الديوتيريوم ثم يندمج فينتج الهيليوم.
في نجوم أكبر من كتلة الشمس تحدث فيها اندماج الكربون C والنتروجين N والأكسجين O (فيما يسمى (دورة CNO) وينتج من تلك التفاعلات طاقة كبيرة تماثل تقريبا ما ينشأ من اندماح الهيروجين. وبدء تلك الاندماجات النووية يعمل سريعا على إيجاد توازن بين ضغط الإشعاع من الداخل إلى الخارج موازنا ثقالة مادة النجم وتمنع النجم من الاستمرار في الانكماش الثقالي (قوة الجاذبية). ويصبح النجم بسرعة في حالة توازن، وتسمى تلك المرحلة للنجم مرحلة النسق الأساسي لتطوره.
نجد أن نجما جديدا سوف يكون له مكانا في التتابع الرئيسي على رسم هرتزبرونغ-راسل (انظر الشكل)، حيث يصف هذا الموقع نوع الطيف الصادر من النجم وهو يعتمد على كتلة النجم. النجوم الصغيرة تكون ذات كتلة أصغر من كتلة شمسية وتكون أيضا باردة نوعا وهي تسمى أقزام حمراء. يندمج فيها الهيدروجين ببطء ويبقى النجم في النسق الأساسي عدة مئات البلايين من السنين، بينما نجوم أكبر كتلة من الشمس فهي تكون شديدة الحرارة أعلى من حرارة الشمس كثيرا، وتصنف بأنها نجم نوع-O في النسق الأساسي، هؤلاء النجوم الكبيرة يغادرون النسق الأساسي بعد بقائهم فيه عدة ملايين من السنين.
أما نجوم متوسطة الكتلة مثل الشمس فهي تسمى قزم أصفر، وتبقى في النسق الأساسي لمدة تصل إلى نحو 10 مليارات سنة (10 آلاف مليون سنة). وتشير الأرصاد التي يقوم بها علماء الفلك في دراسة النجوم وأنواعها وما يحدث داخلها من تفاعلات نووية، تشير إلى أن الشمس في وسط عمرها في النسق الأساسي.
يبين الشكل رسم هرتزبرونغ-راسل الذي تصطف النجوم عليه كرسم بياني طبقا لكتلتها. المحور الأفقي يبين درجة حرارة باطن النجم ويبين المحور الرأسي ضياء النجم. تبدأ مواقع النجوم في تطورها على الخط البياني (النسق الأساسي) طالما يجري فيها الاندماج النووي، وقرب انتهاء الاندماجات النووية فيها تتفرع في فروع جانبية من الخط الأساسي بحسب كتلتها حيث يمثل كل فرع سريانا مختلفا للعمليات النووية الجارية في النجم. من ضمن تلك الفروع نجد في أعلى الرسم تفرعات تطور النجوم ذات كتل أكبر من الشمس، كما نرى في وسط الخط البياني (النسق الأساسي) موقع الشمس (أصفر) وتتفرع منه في فرع يسمى تفرع العملاق الأحمر، وطبقا لهذا الفرع يسير تطور نجم له كتلة مساوية لكتلة الشمس أو يكون أصغر منها.
 الفرع الأصفر يبين الشمس حيث كتلتها 1 كتلة شمسية، التي ستصبح فيما بعد عملاقا أحمرا بعد انتهاء مرحلة بقائها في النسق الأساسي وتتمدد وتكبر حجما خلال تتبعها للخط الأصفر والذي يسمى عملاق مقارب، وتنتهي عليه في طورها النهائي الذي لا تزال الاندماجات النووية تجري فيها وتشارف على الانتهاء.

## النجم في شبابه
عندما ينضج النجم ويشرف وقوده من الهيدروجين على النهاية يبدأ النجم يخرج من سياق النسق الأساسي، مثل انزياح طيفه إلى اليمين طبقا لمخطط هرتزشبروغ-راسل. يقل الضغط الداخلي فيه بسبب نضوب تفاعلات الاندماج التي تعمل على مقاومة قوة الجاذبية فينكمش قلب النجم بحيث إما أن يبدأ ضغط تحلل المادة بحيث يكفي لمقاومة قوة الجاذبية ويحد توازنا بينهما أو تزداد حرارة قلب النجم إلى درجة تسمح باندماج الهيليوم - عند نحو 100 مليون كلفن. أي من هذان الحدثان يحدث يعتمد على كتلة النجم.

### النجوم ذات كتلة صغيرة
ماذا يحدث عندما يقل إنتاج النجم للطاقة بحيث لا نستطيع رؤيته؟ يبلغ عمر الكون نحو 8و13 مليار سنة، وهي فترة زمنية أقل من الفترة التي يحتاجها نجم صغير لاستهلاك وقوده.

البنية الداخلية لنجم من نجوم النسق الأساسي، مناطق حمل حراري في دورانية ومناطق إشعاعية حمراء متوهجة. إلى اليسار قزم أحمر صغير الكتلة (أصغر من الشمس)، وفي الوسط «قزم أصفر» متوسط الكتلة (مثل الشمس)، وإلى اليمين نجم ذو كتلة كبيرة «أزرق-أبيض» ويتبع النسق الأساسي.

النظريات الفلكية الحديثة تفكر في أن نجوما صغيرة مثل قزم أحمر (ذو كتلة نحو 1و0 كتلة شمسية) ربما بقي في النسق الأساسي لمدة بين 6 - 12 ألف مليار سنة، حيث تزداد خلالها درجة حرارته ولمعانه ويحتاج إلى عدة مئات الملايين من السنين لكي ينهار رويدا رويدا ويصبح قزما أبيضا.
تلك النجوم لا تمر بمرحلة العملاق الأحمر ويسير فيها الحمل الحراري بأكملها ولا يمكنها تكوين قلب من الهيليوم تظهر فيه ظاهرة المادة المتحللة ذات غلاف من الهيدروجين يجري الاندماج. وإنما يستمر اندماج الهيدروجين في داخل النجم حتى يتحول كل هيدروجين النجم إلى الهيليوم.

### نجوم متوسطة الكتلة

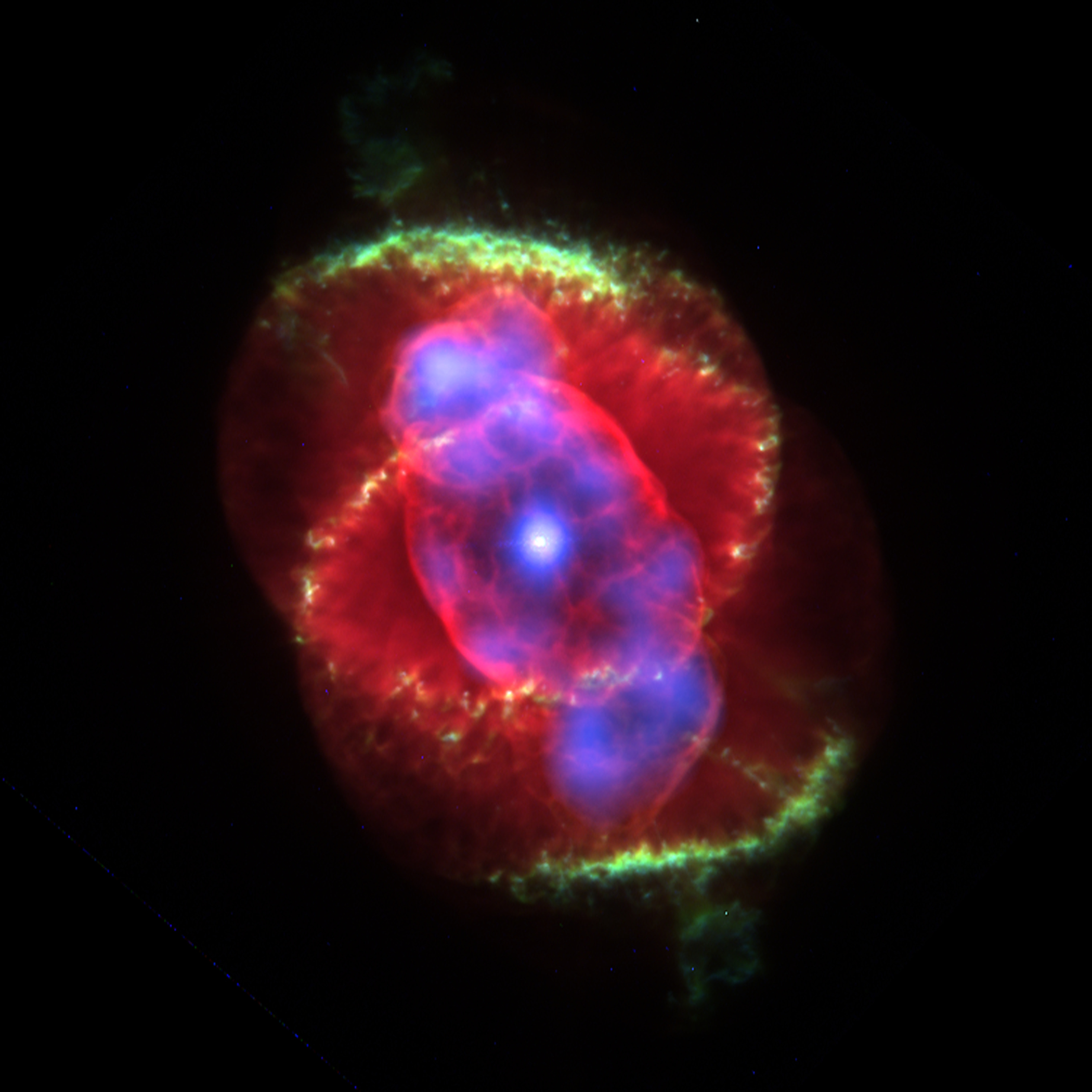
سديم عين القط، سديم كوكبي نشأ عن موت نجم في حجم الشمس.

نجوم ذات كتلة بين 5.0 حتى 10 كتلة شمسية تتحول عند نهاية عمرها إلى عمالقة حمر، وهؤلاء هم نجوم ضخمة لا تتبع النسق الأساسي وتصنيف أطيافها من النوعين K أو M.
تكون العمالقة الحمر منزاحة إلى اليمين بالنسبة لرسم هرتزشبرونج-راسل نظراً للونها الأحمر ولمعانها الشديد. مثال عليها الدبران في كوكبة الثور، ونجم السماك الرامح في كوكبة العواء. العمالقة الحمر لها قلب خامل ويحدث فيها اندماج الهيدروجين في طبقات داخل بعضها البعض، فوق قلب النجم ويحدث فيها اندماج الهيدروجين.
النجوم متوسطة الكتلة تصل إلى مرحلة العمالقة الحمر عن طريق طورين من بعد مغادرتهم النسق الأساسي: فرع العمالقة الحمر التي يتكون قلبها من الهيليوم، ونجوم تفرع النجوم الضخمة التي يتكون قلبها من الكربون. تلك النجوم التي تتبع التفرع النجوم العمالقة فيها طبقات يندمج فيها الهيليوم ويعلو عليها طبقة يندمج فيها الهيدروجين؛ بينما فرع العمالقة الحمر تحتوي على طبقة يندمج فيها الهيدروجين فقط.
وفي كلتا الحالتين يتسبب تسارع عملية اندماج الهيدروجين في طبقاته فوق القلب إلى تمدد النجم. وهذا يعمل على رفع الطبقات الخارجية بعيدا عن القلب، مما يخفض من قوى الجذب عليهم، وتكون النتيجة هو أن تمدد طبقات اندماج الهيدروجين بطريقة أسرع من التمدد الناتج عن زيادة معدل تفاعلات الاندماج. بذلك تتأثر الطبقات العليا للنجم وتبرد شيئا ما، وهذا يزيد من درجة اللون الأحمر للنجم بالنسبة لاحمراره أثناء تواجده في النسق الأساسي.

### نجوم كبيرة الكتلة
بالنسبة إلى النجوم كبيرة الكتلة يكون قلب النجم كبيرا بحيث يحدث اندماج الهيدروجين واندماج الهيليوم قبل حدوث ضغط تحلل المادة الذي هو تحلل للإلكترونات طبقا لمبدأ استبعاد باولي. في بدء عمر النجم كبير الكتلة تكون ضياؤه أشد من ضياء نجم متوسط الكتلة. وعندما يبدأ مبكرا اندماج الهيليوم ويبقى الهيدروجين على طبقته الخارجية ويزاول عملية الاندماج، فيكون لمعان النجم كبير الكتلة لا يختلف كثيرا عن لمعان النجم المتوسط الكتلة؛ إلى أنهم يكونون أشد لمعانا من عملاق أحمر تكوّن من نجم متوسط الكتلة. النجوم كبيرة الكتلة لا تعمر كثيرا حتى تصل إلى مرحلة عملاق أحمر فائق؛ وإنما ينفجرون مبكرا في شكل مستعر أعظم II.
النجوم الكبيرة الحجم وتكون كتلتهم أكبر من نحو 40 كتلة شمسية يكونون شديدي السطوع وتنطلق منهم رياحا نجمية هائلة وسريعة جدا، وتنطلق منهم مادة بكثافة بسبب ضغط الإشعاع الشديد، حتى أنهم يمزقون طبقاهم الخارجية من قبل أن يصلوا إلى مرحلة عملاق أحمر فائق. تلك النجوم يتميزون بدرجة حرارة عالية جدا على السطح ويكون لونهم أزرق-أبيض منذ البداية.

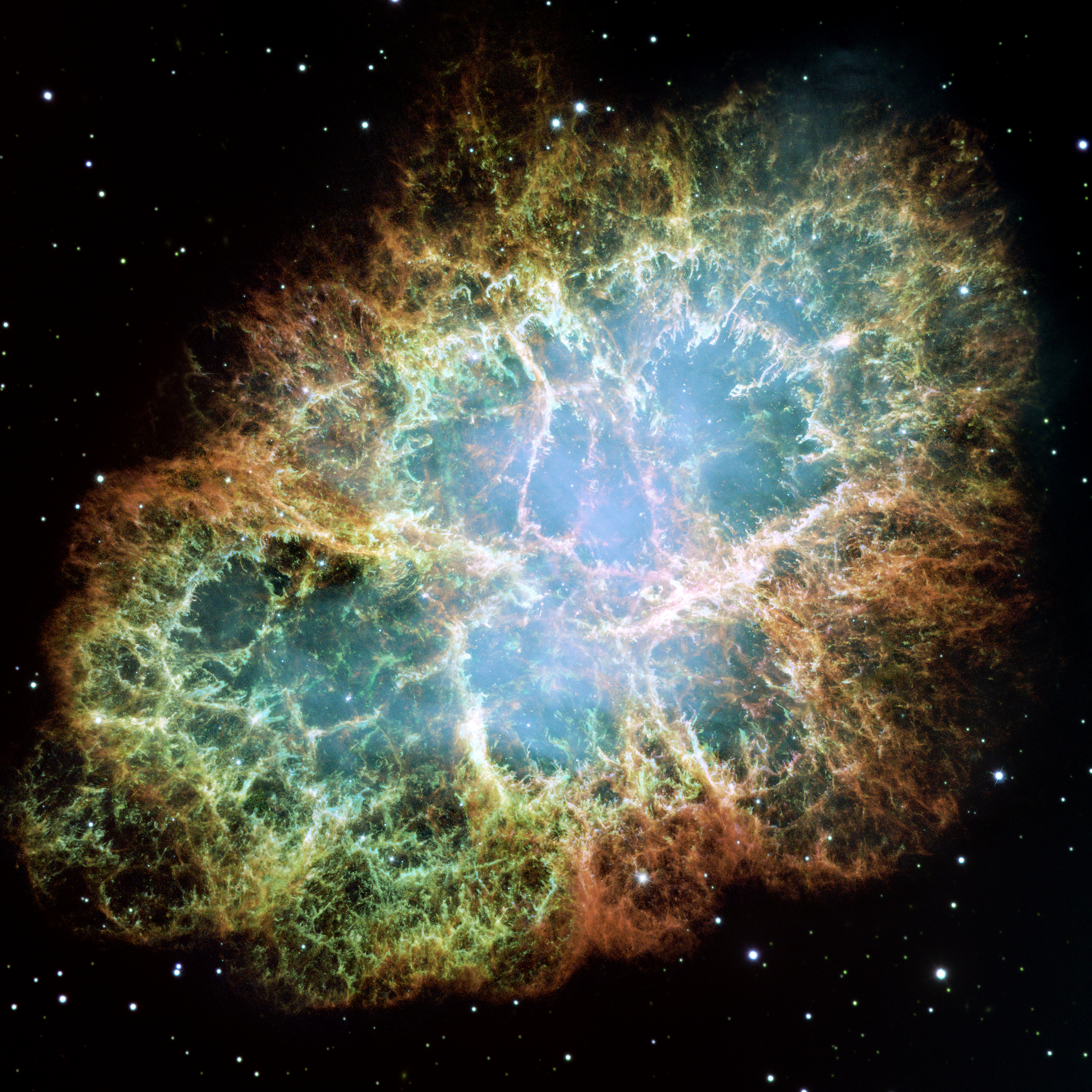
سديم السرطان، هو بقايا نجما تقدر كتلته في الأصل بنحو 6و4 كتلة شمسية وانفجر كمستعر أعظم ووصل ضوؤه الأرض في عام 1054 ميلادية.

أكبر النجوم كبيرة الكتلة يصل كتلتها بين 100 إلى 150 كتلة شمسية وتتناثر منها المادة رويدا رويدا من على سطحها بسبب ضغط الإشعاع الشديد الآتي من داخلها. وعلى الرغم من أن النجوم متوسطة الكتلة لا تحرق طبقاتها الخارجية سريعا، إلا أنها قد لا تصل إلى مرحلة عملاق أحمر أو عملاق أحمر فائق إذا كانوا في أنظمة ازدواجية، بمعنى أن يتكون النظام من نجمين يدوران حول بعضهما البعض. في تلك الأنظمة المزدوجة وعندما تكون المسافة بين النجمين صغيرة يحدث أن قد يفقد أحدهما طبقته الخارجية ويجتذبها الآخر.
منذ بداية النجم كبير الكتلة تتزايد درجة حرارة قلب النجم وتتزايد كثافتها حيث يتحول اندماج الهيدروجين إلى هيليوم وعناصر أخرى. ولا ينشأ ضغط تحلل الإلكترونات فيها إلى درجة كافية لإيقاف انكماشها وبذلك تستهلك العناصر في قلبها، وتنشأ عن الاندماج المتتالي عناصر أثقل من الهيليوم والكربون والأكسجين وجميع تلك العاصر توالي اندماجها مع بعضها كلما ارتفعت درجة الحرارة في قلبها، فتبقى في حالة توازن بين ضغط الإشعاع الداخلي وقوة الثقالة التي تحاول جمع كل مادة النجم نحو مركزه.
أما في حالة نجم تكون كتلته قد وصلت إلى أقل من 4و1 كتلة شمسية من بعد فقدانه مادة فقد يتكون منه قزم أبيض وربما تحيطه سحابة كوكبية، في تلك الحالة يكون القزم الأبيض من الأكسجين والنيون والمغنسيوم.

طبقات حول نجم ذو كتلة كبيرة متطابقة مثل البصلة، تلك هي المرحلة قبل انهيار قلب النجم على نفسه (مقياس الرسم اختياري للتوضيح).

فوق كتلة معينة تبلغ نحو 5و2 كتلة شمسية تزداد درجة حرارة باطن النجم أعلى من درجة حرارة قلب نجم متوسط. وعلى سبيل المثال إذا كانت كتلة النجم الابتدائية 10 كتلة شمسية فإن درجة حرارة قلبه تصل إلى نحو 1و1 مليار كلفن، وهي درجة حرارة يمكن أن تحدث عندها انقسام النيون بحيث يتكون منه أكسجين وهيليوم. في تلك الحالة يندمج الهيليوم مع بعض النيون مكونا مغنسيوم؛ وتبدأ عملية اندماج الأكسجين ويتكون الكبريت والسيليكون وبعض العناصر الأخف منهما أيضا. وفي النهاية تصبح درجة الحرارة عالية بشدة يمكن عندها أن تنقسم أي نوايا ذرية وتنتج مها أنوية الهيليوم (جسيمات ألفا)، وعند ذلك يمكن لبعض أنوية الهيليوم أن تتحد مع بعضها ومع عناصر أثقل خلال تفاعلات اندماج نووي.
عندما يكون قلب النجم كبيرا عن حد تحوله إلى قزم أبيض ومع ذلك غير كافيا لمداومة تحول النيون إلى أكسجين ومغنسيوم ينكمش قلب النجم بسبب اصطياد الإلكترونات من قبل الوصول إلى اندماج العناصر الثقيلة. يؤدي اصتياد الإلكترونات في أنوية متوسطة الثقل تكوّن عناصر متوسطة مثل الألمونيوم والصوديوم، وهذا قد يؤدي إلى زيادة في النكماش من قبل حدوث الانهيار النهائي. ومع حدوث الانهيار فهذا يؤثر على نسب العناصر المتولدة خلال الانهيار والمتشتتة في المستعر الأعظم.

## اكتشاف المجرة سي أر 7
في شهر يونيو 2015 أعلن علماء فلك عن اكتشافهم لتجمع نجمي من الجيل الثالث Population III stars
في مجرة بعيدة عنا تسمى مجرة سي أر 7 Cosmos Redshift 7 galaxy حيث وصل انزياحها الأحمر إلى z = 6.60. ويبدو أن تلك النجوم قد كانت موجودة في الكون خلال مرحلة مبكرة من نشأة الكون (بسبب ما يميزها من انزياح أحمر كبير). وهذا يعني أن تلك النجوم كانت قد بدأت في تخليق عناصر أثقل من الهيدروجين في فترة مبكرة من عمر الكون؛ وهي العناصر الثقيلة التي تكونت منها في أوقات لاحقة كواكب وحياة مثلما نعرفه عن تطور النجوم.

## وصلات خارجية
- محاكي تطور نجمي (بالإنجليزية)
- نماذج نجمية - جامعة بيزا (بالإنجليزية)